# Příhradový most

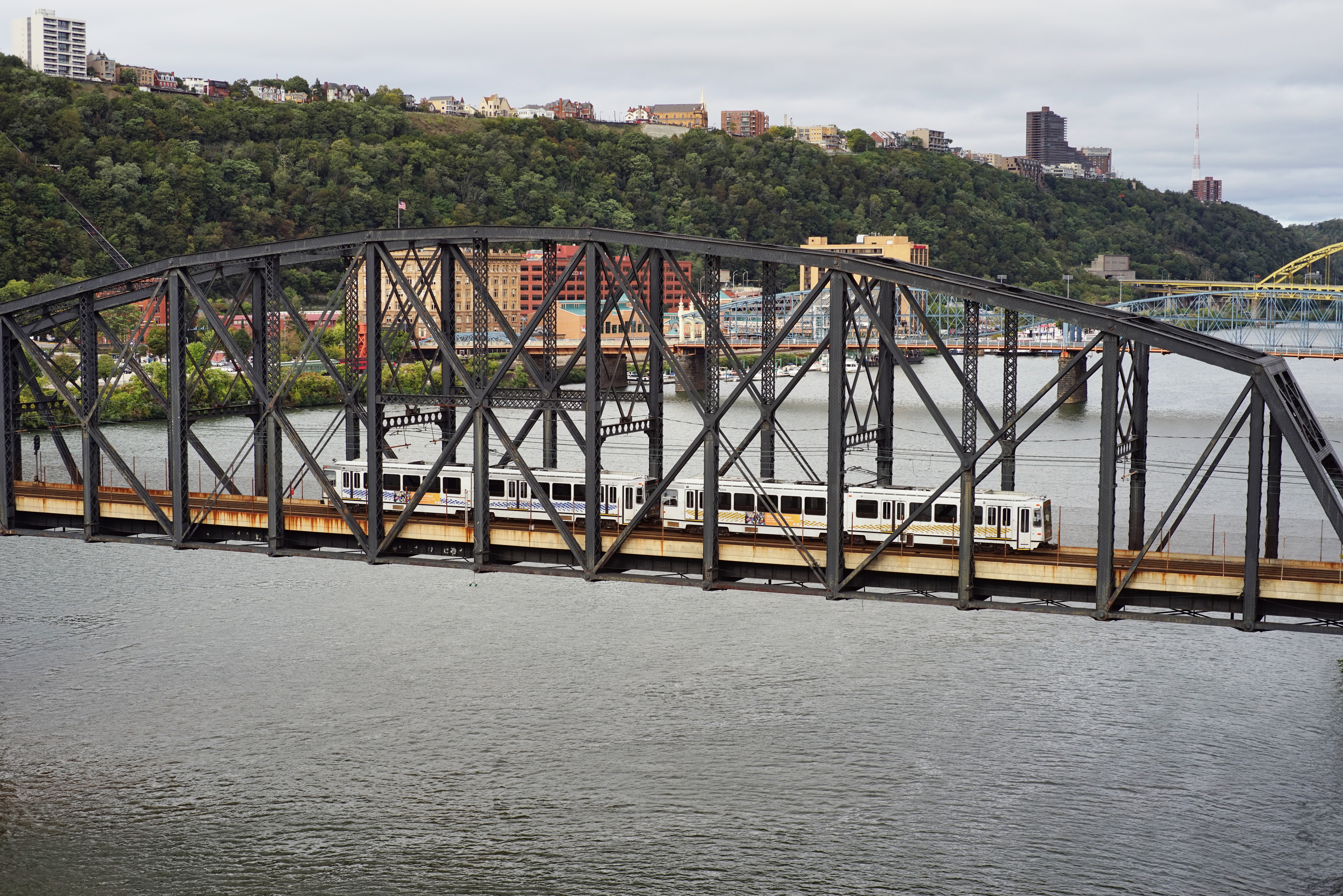
Příhradový most Panhandle Bridge v Pittsburghu

Příhradový most je most založený na využití příhradové konstrukce. Ta je nejčastěji složena z dřevěných trámů nebo z válcovaných ocelových profilů (prutů), které jsou pevně spojeny například svařováním, šroubováním nebo nýtováním. Tyto profily/trámy jsou pak obvykle sestaveny do staticky určitých trojúhelníkových struktur.

## Historie
Období rozvoje těchto konstrukcí v mostním inženýrství by se dalo rozdělit do tří základní částí a to z hlediska využívání. 

### Do 19. století

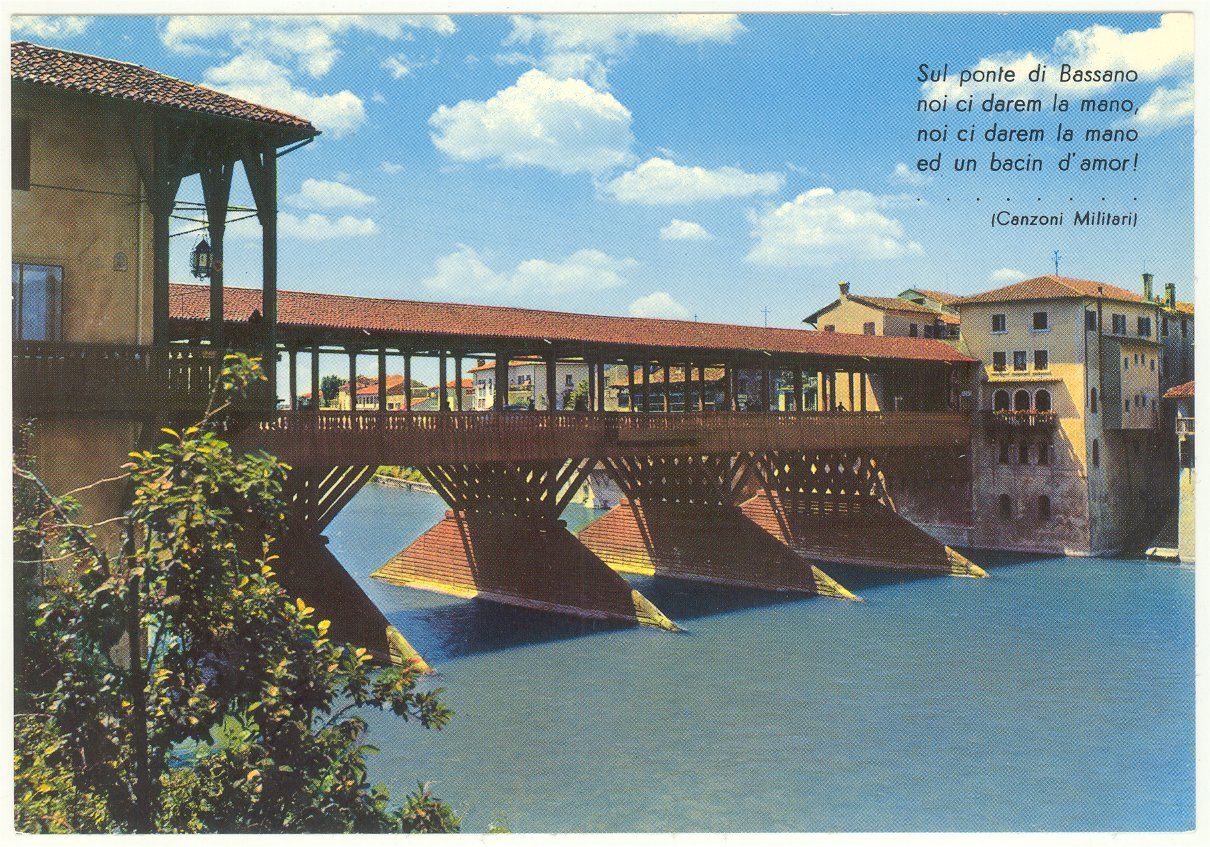
Most v Bassano del Grappa na pohlednici z roku 1971

Počátky stavby mostů byly založeny na trámovém řešení. Takové řešení nedovolovalo překonávání delších úseků bez pilířů. Velkým vynálezem tak byla klenba, která se po dostatečném technologickém zdokonalení stala primárním způsobem výstavby mostních konstrukcí. Pro menší stavby však zůstaly mosty trámové stále dostačující, a tak vznikly jako předchůdci příhradových mosty vzpěradlové. Z těch se následně vyvinuly mosty věšadlové. Následné kombinování těchto řešení potom dalo vzniknout jednoduchým příhradovým konstrukcím. Stále se však pracovalo primárně se dřevem a prvotní mosty našly uplatnění především u lávek. Prvním náznakem příhradového mostu je kresba v náčrtníku francouzského architekta Villarda de Honnecourta ze 13. století. Průkopníkem tohoto druhu konstrukcí pak byl potom Andrea Palladio, významný italský architekt, který první podrobněji písemně tyto konstrukce dokumentoval. Příkladem těchto nejstarších mostů může být například Ponte Vecchio v Bassano del Grappa.

### 19.–20. století
Největší a především nejrychlejší rozvoj pak tyto konstrukce zaznamenaly v průběhu 19. století a to především v železniční dopravě. Ve státech severní Ameriky byla důvodem i dostupnost dřeva pro stavbu i jeho prostorová nenáročnost při provádění. První dlouhý krytý most zde postavil se středovým rozpětím 55 metrů v roce 1806 Timothy Palmer přes řeku Schuylkill ve Filadelfii. Velká část inovací v oboru dřevěných mostů se potom také odehrávala v USA v druhé polovině 19. století po občanské válce mezi státy Unie a Konfederace. Následkem bojů byla značně poničená dopravní infrastruktura a tento rychlý (ale už ne tolik trvanlivý) způsob její obnovy se zdál být ideálním řešením.

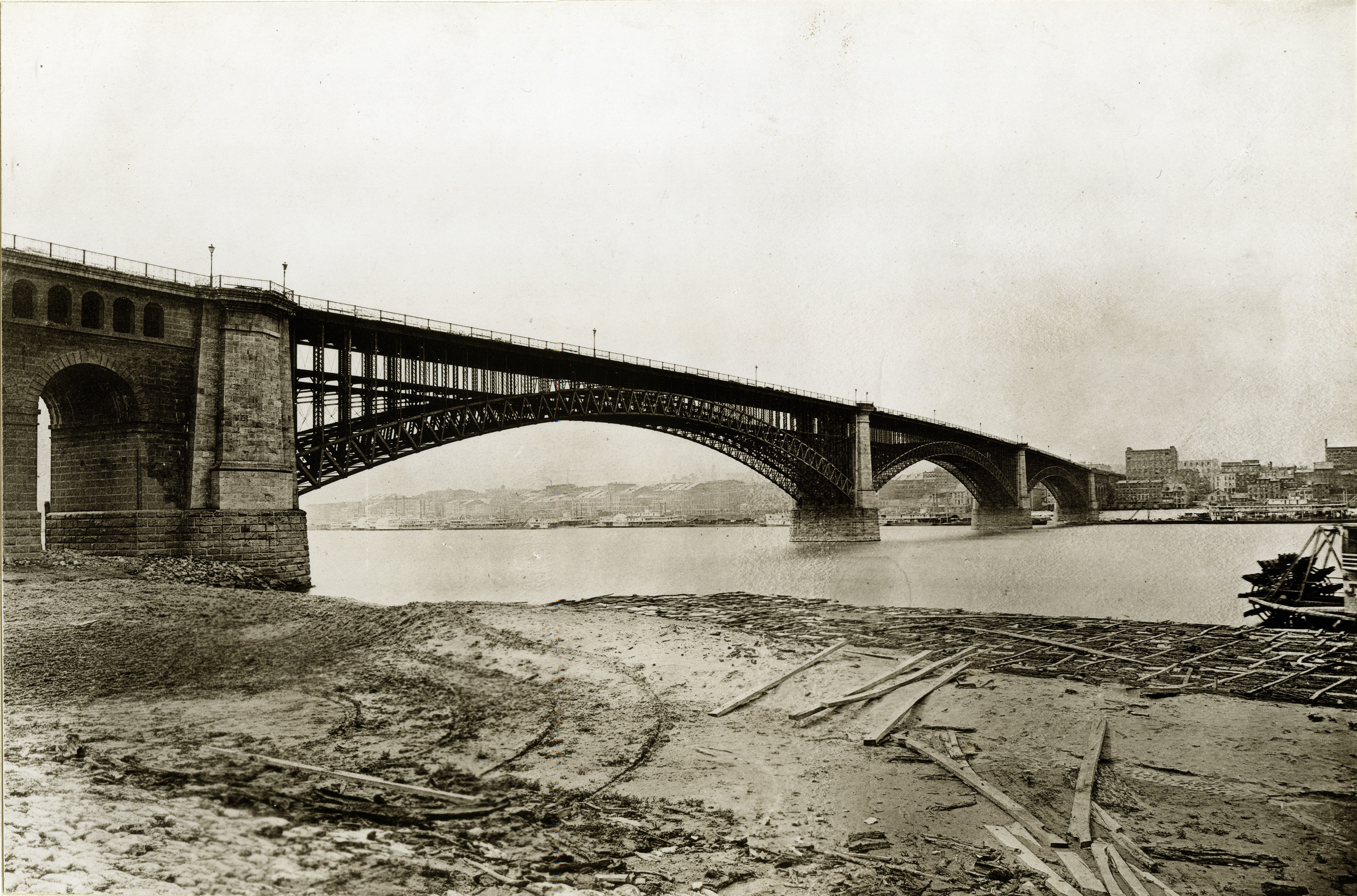
Dokončený Eadsův most z Illinoiské strany. Červenec 1874.

Významnou událostí potom byla konstrukce prvního ocelového příhradového mostu v Anglii, kterou stavitel Whipper uskutečnil v roce 1840, kdy byl postaven první příhradový most s tětivou (tětivy přenášejí zatížení mostu od vozovky nebo chodníku na opěry mostu a bývají většinou výrazným prvkem konstrukce, může to být například oblouk). Dalším mostem, který přinesl mnoho nového obecně do stavitelství, byl Eadsův most v St. Louis v USA. V souvislosti s jeho stavbou bylo uznáno 47 patentů. Most se klene přes řeku Mississippi a jeho délka činí 1964 m. V té době se tak jednalo o nejdelší most na světě. Jeho stavitelem byl James Buchanan Eades (1820–1865). Tento technik sice nikdy mosty nestavěl, ale díky jeho zásluhám za občanské války v oboru zdokonalování konstrukce plavidel, se těšil všeobecné důvěře a stavba se na dlouho dobu stala symbolem města.
V Českých zemích a na území Rakouského císařství (a po roce 1867 Rakouska-Uherska) se také železniční doprava rozvíjela a spolu s tím také stavitelství komunikací. Avšak zaměření právě na příhradové mostní konstrukce místo využívání betonu (později železobetonu) zde zapříčinilo více faktorů. Jedním z významných potom byl velký vliv mostařských společností, hlavně těch pražských (jako Ruston a spol. a další). Ukázkou toho může být, že jen za 29 let (mezi roky 1863 a 1892) vyrobily dvě největší společnosti 2132 mostů.

### Druhá polovina 20. století

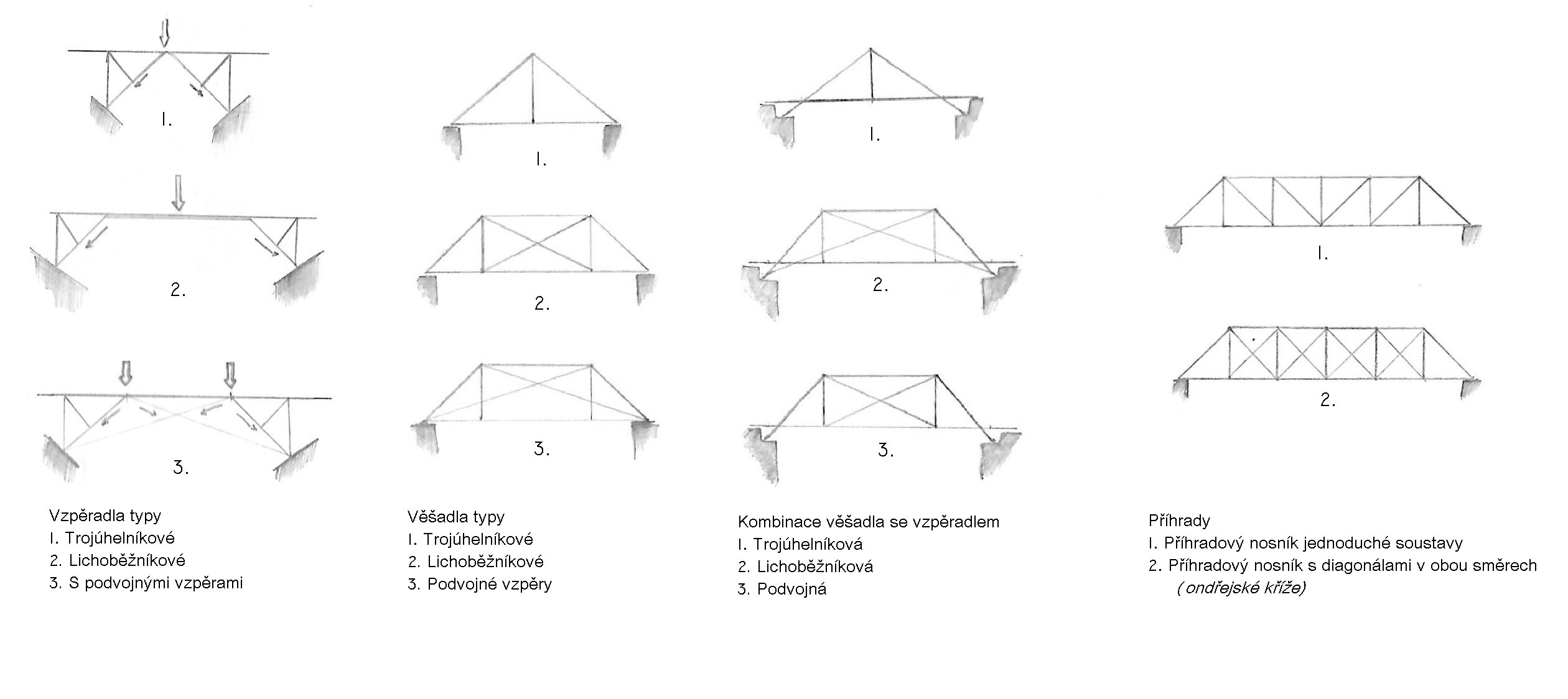
Vývoj mostních příhradových konstrukcí

Po nástupu železobetonu a zdokonalení jeho zpracování, například formou předpjatého betonu, již tyto mosty převládaly a využívání příhradových mostních konstrukcí ustoupilo. Dokladem může být to, že po 1. světové válce již byla na českém území více než 1/3 mostů právě z železobetonu. Předpjatý beton se začal využívat více až po 2. světové válce, zejména z důvodu nedostatku oceli v poválečném hospodářství celé Evropy.

## Výhody a nevýhody
Jako každé možné technické řešení mostních konstrukcí má to příhradové své výhody a nevýhody.

#### Hlavní výhody
- konstrukce umožnují velké rozpětí bez podpěr
- vzhledem k tomu, že u konstrukčních prvků převládá délkový rozměr (oproti jiným materiálům), jsou stavby relativně lehké a tedy i nákladově úsporné
- konstrukce se dají postavit v porovnání s jinými rychle
- v případě ocelových, odolnost proti požáru
- výpočetní jednoduchost (prutová konstrukce)

#### Hlavní nevýhody
- klasické příhradové konstrukce nechávají značný nevyužitý prostor
- konstrukce je dimenzovaná pouze na tah a tlak
- obtížná změna konstrukce
- zapotřebí velkého postranního rozpětí
- konstrukce je citlivá na vibrace
- vysoký podíl lidské práce na tvorbě konstrukce
- veškeré silové zatížení působí ve styčnících

## Druhy mostních příhradových konstrukcí
Některé druhy příhradových konstrukcí:

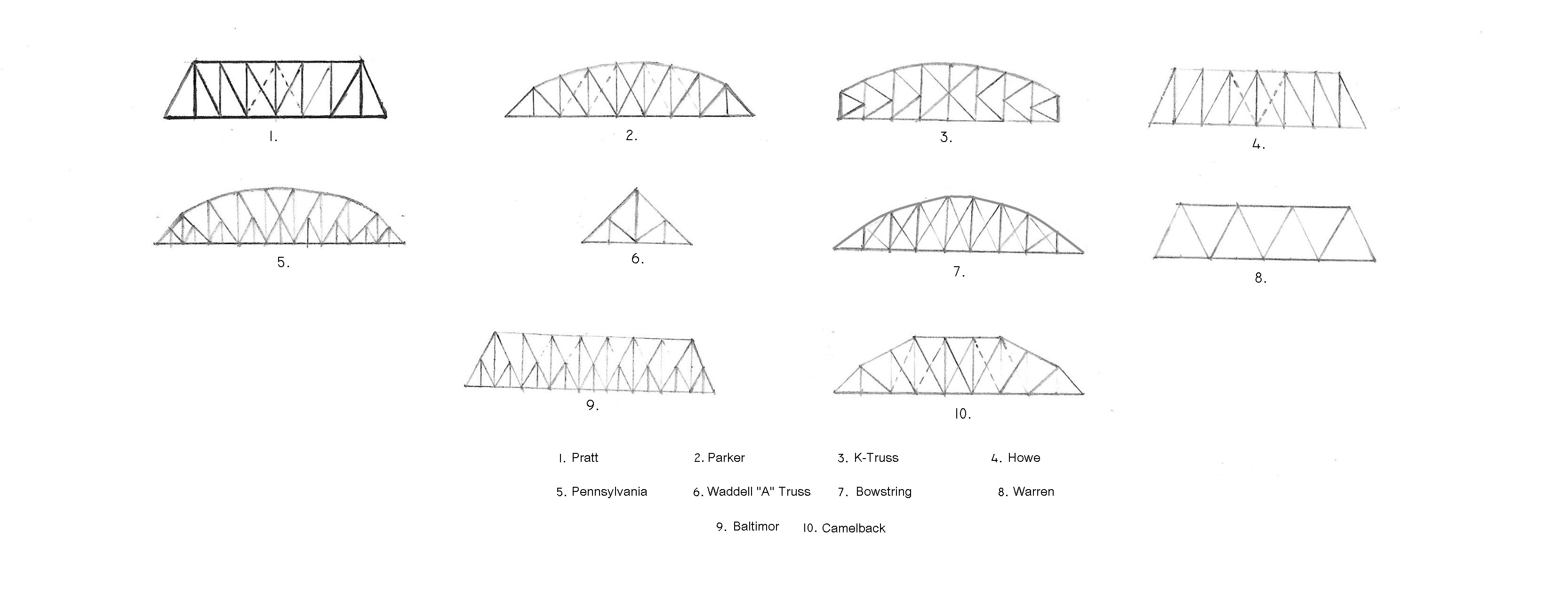
Druhy příhradových konstrukcí II

- Pratt
- Howe
- Parke
- K-Truss
- Camelback
- Warren
- Baltimore
- Pennsylvania
- Bowstring
- Waddel „A“ Truss

## Zástupci

### Svět
- Golden Gate Bridge je jeden z nejznámějších mostů vůbec. Jedná se o visutý příhradový most v Kalifornii v USA, který patří mezi nejdelší mosty svého druhu konstrukce.[14][15]
- Most Akaši-Kaikjó spojuje japonské město Kóbe na ostrově Honšú a ostrov Awadži.[16]
- Harbour Bridge je ocelový most v Sydney v Austrálii. Tato stavba byla otevřena roku 1932 a nejen pro svou dobu šlo o jeden z nejvyšších a nejdelších ocelových oblouků.[17]

### Evropa
- Forth Bridge se nachází ve Skotsku a klene se pře záliv Firth of Forth. Jednalo se o první stavbu ve Velké Británii, na níž se používala Siemens-martinská ocel se zaručenou kvalitou.[8]
- Viadukt přes Viaur jejednokolejný viadukt přes údolí řeky Viaur nedaleko města Carmaux ve Francii. Jde o železniční ocelový most s největším rozpětím ve Francii. Zajímavostí a jeho prvenstvím je, že je uprostřed oblouku spojen kloubem, po statické stránce se tedy jedná o dvě krákorcové konstrukce postavené proti sobě.[8]
- Neue Norderelbebrücke je třípolový most přes severní rameno Labe v Hamburku o rozpětí 100 m, který je typický svými příhradově protisměrnými oblouky (čočkovitými).[8]
- Most přes Öresund je spolu s umělým ostrovem a tunelem spojnicí mezi Dánskem a Švédskem. Jeho délka je 7850 m a mostovka je tvořená příhradovou ocelovou konstrukcí se spřaženou betonovou deskou.[18]

### Česko
- Železniční most (Mokropsy) je dvoukolejný železniční most na řece Berounce. Konstrukce, která zde stojí, je z výstavby z let 1910–1911, kdy nahradila starý jednokolejný most.[19]
- Vyšehradský železniční most je dvojkolejný železniční most v Praze tvořený ocelovou nýtovanou konstrukci z roku 1901.[20]

## Fotogalerie

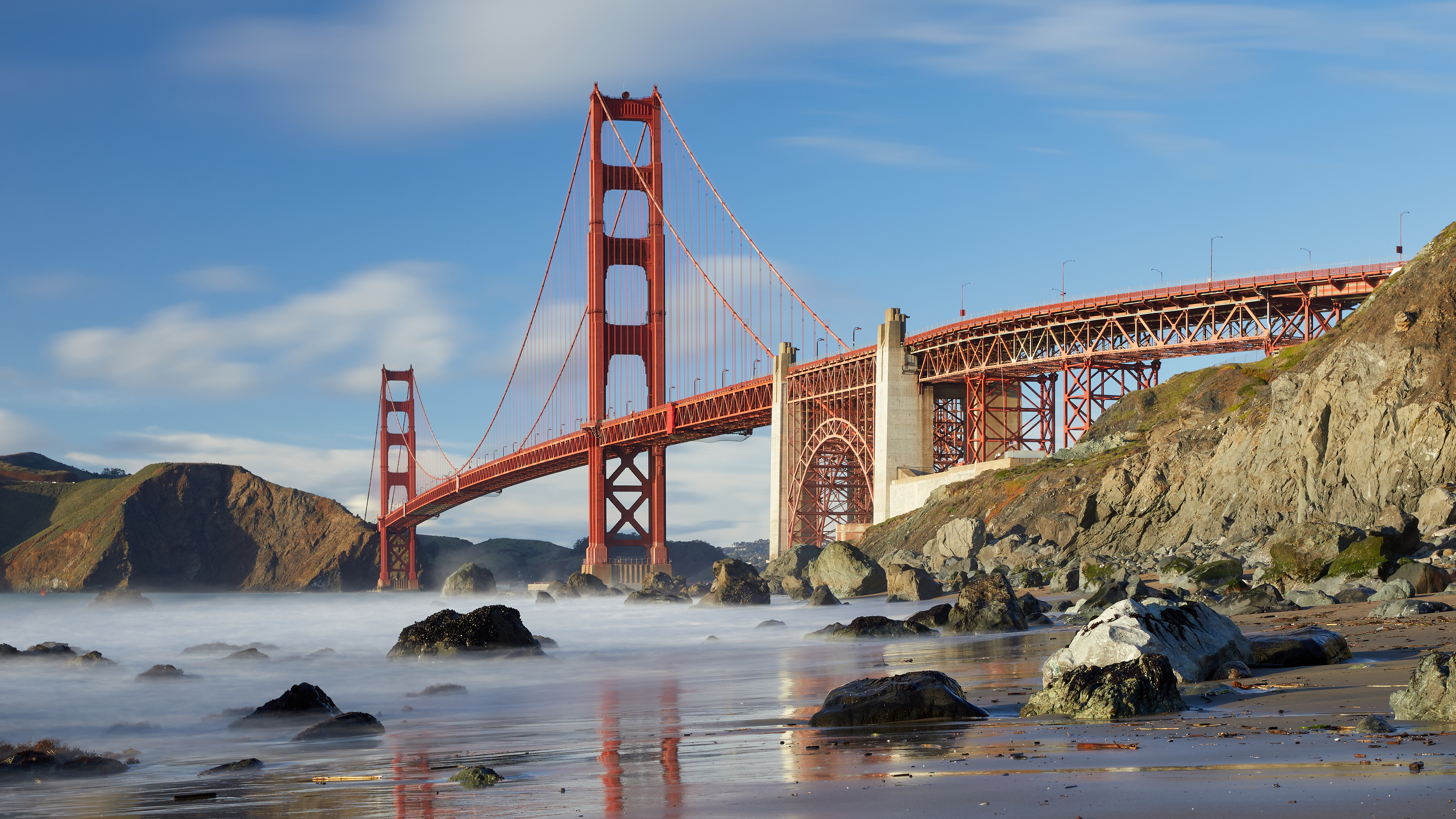
Golden Gate Bridge
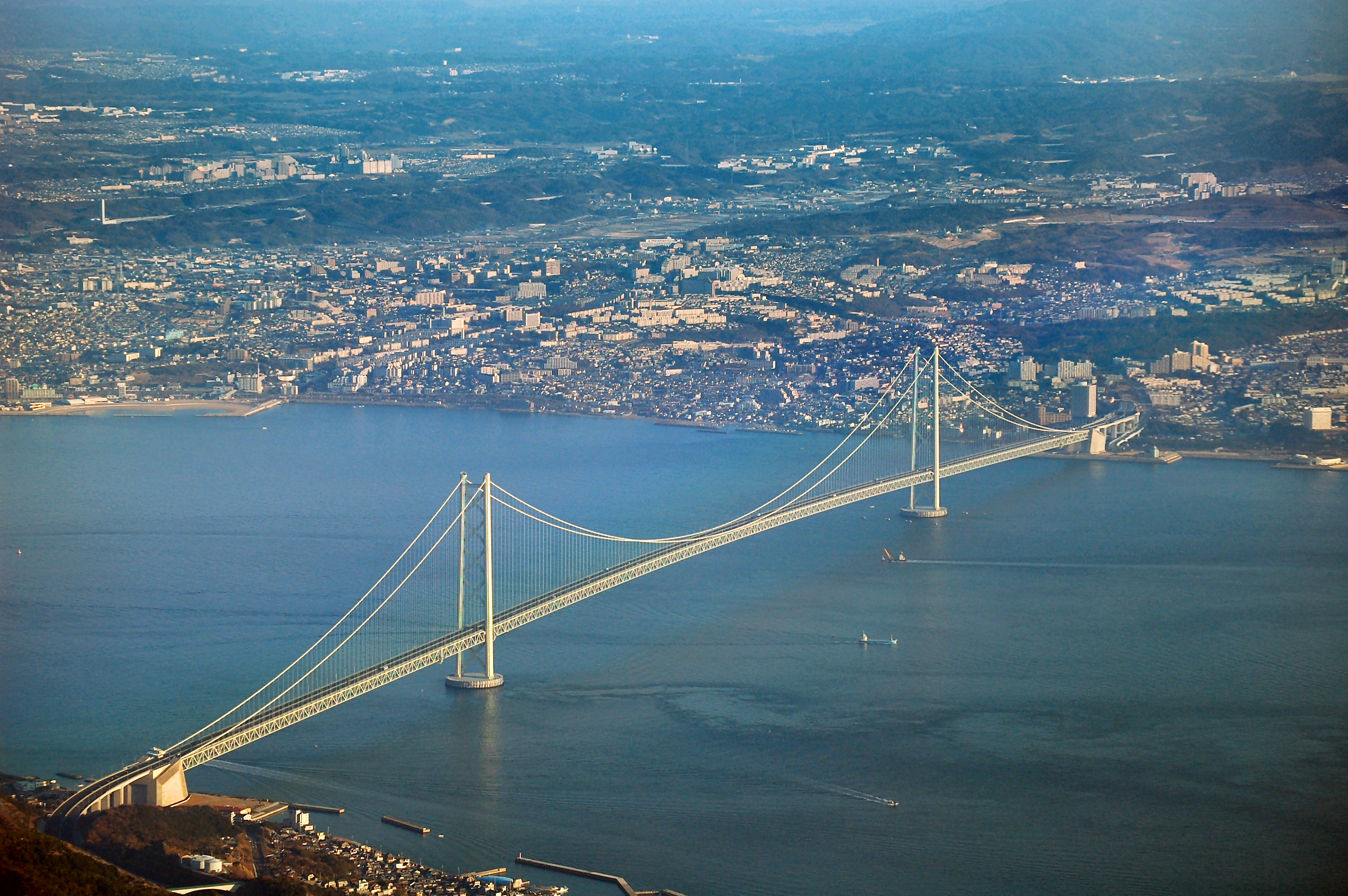
Most Akaši-Kaikjó
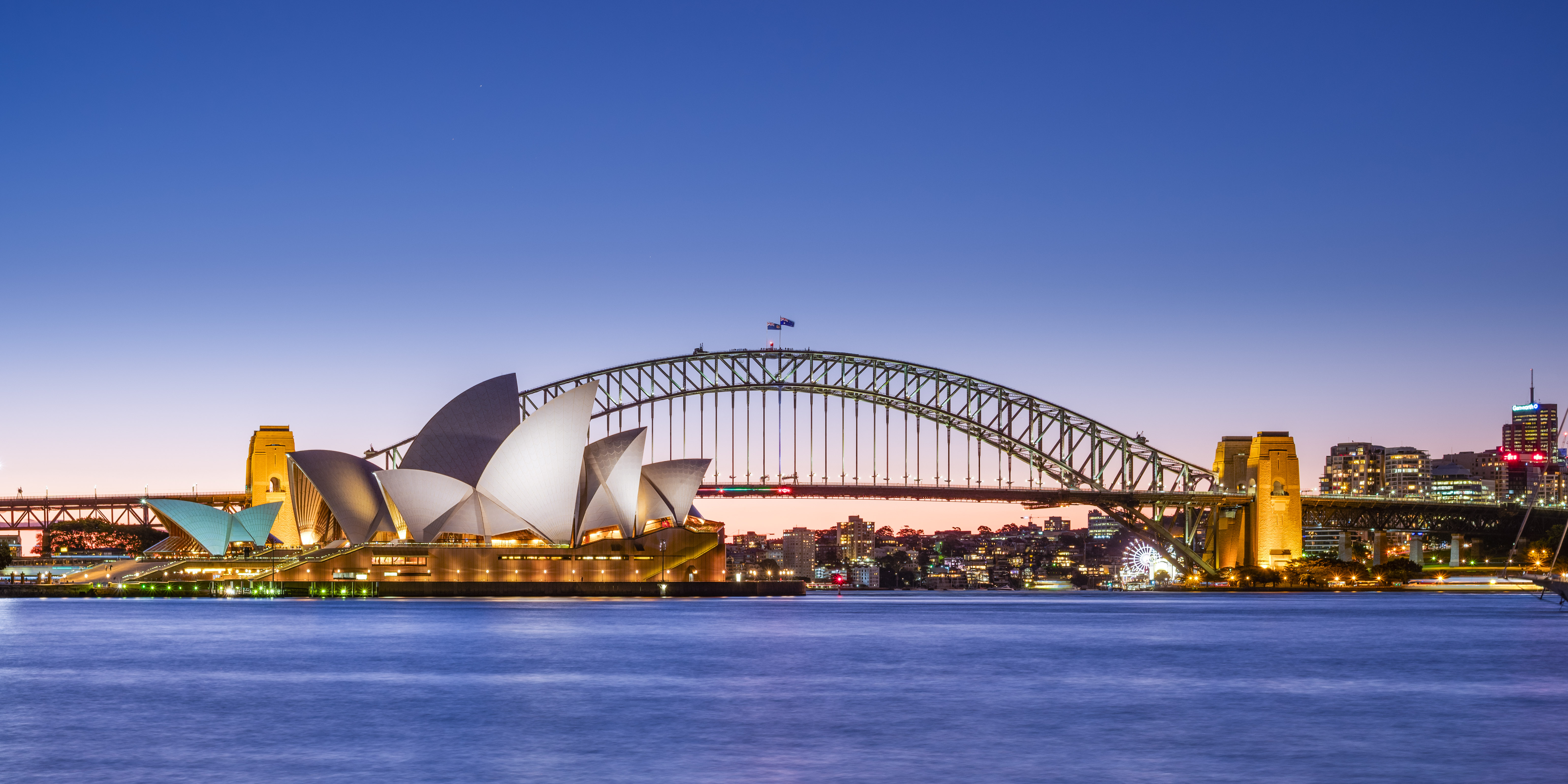
Sydney Harbour Bridge
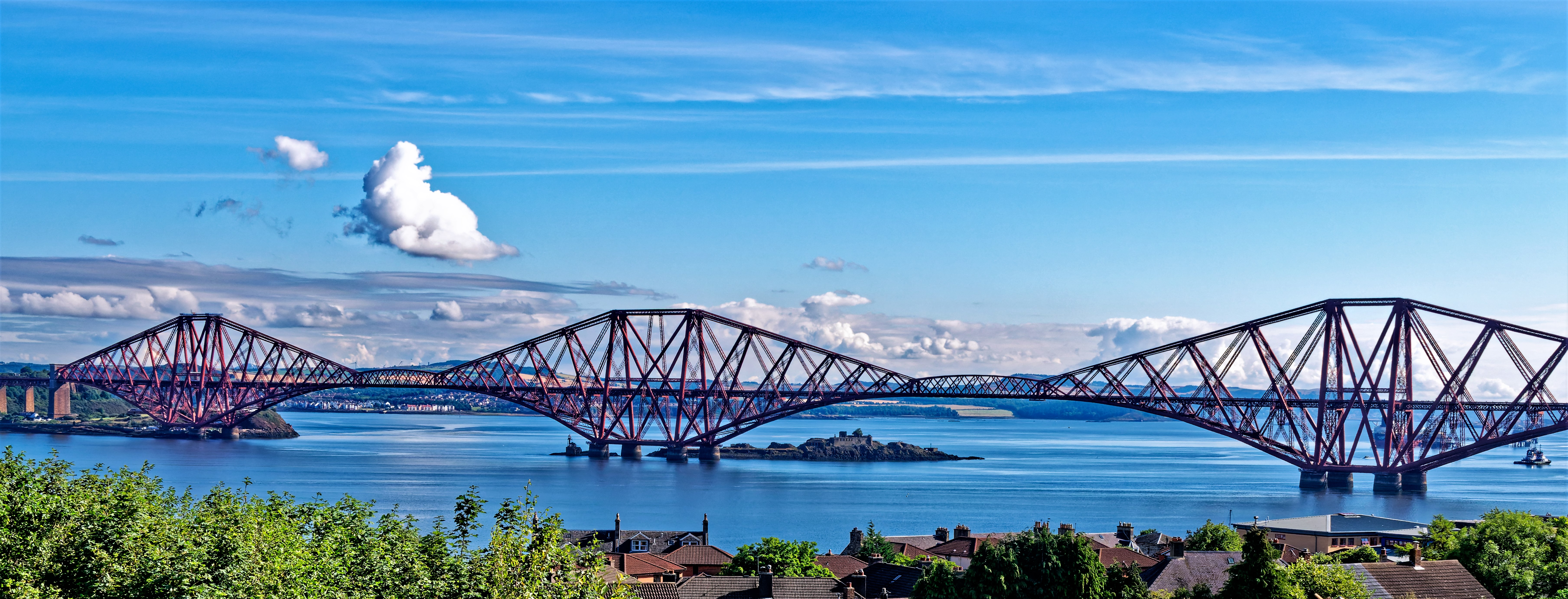
Forth Bridge
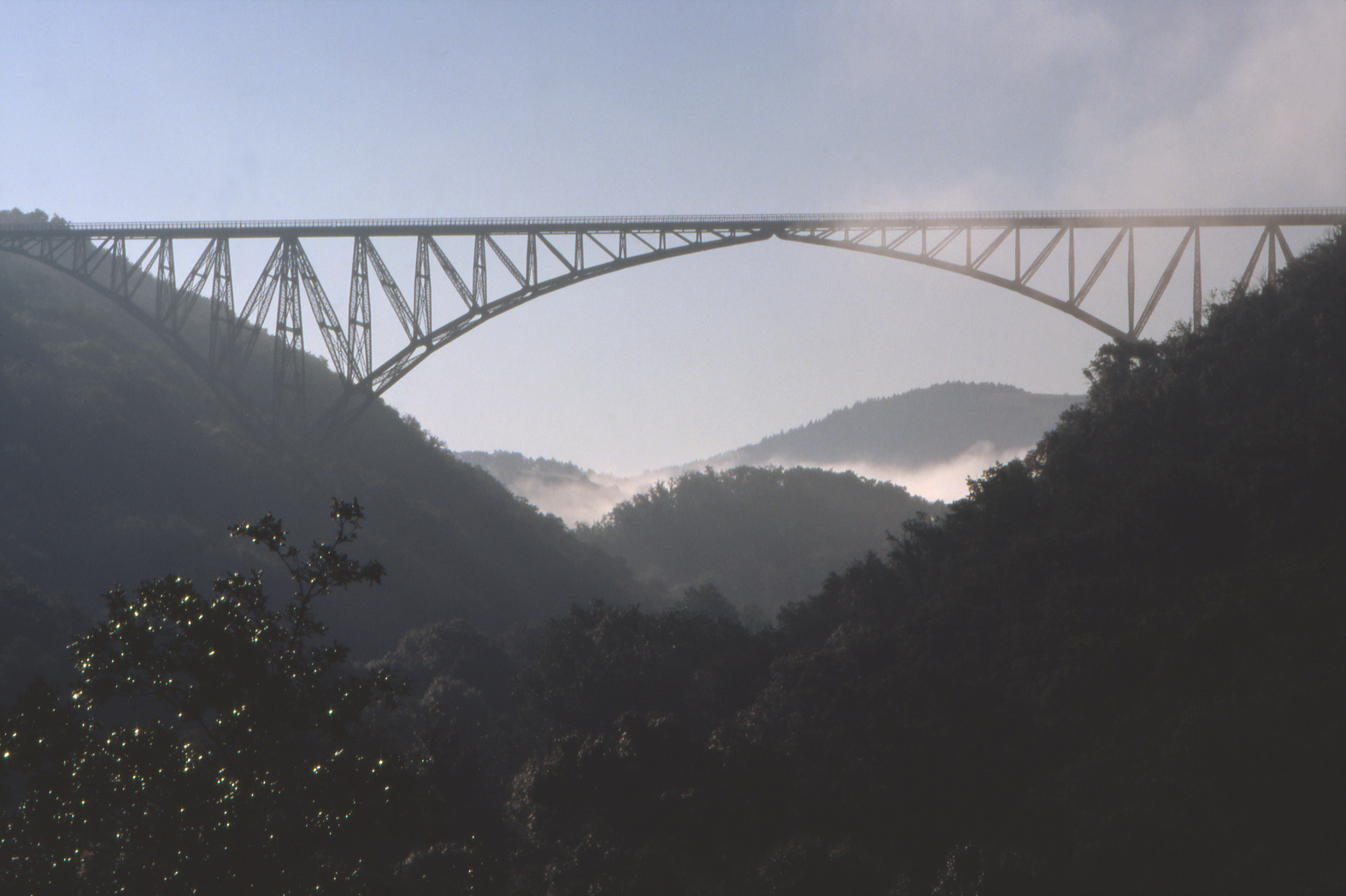
Viadukt přes Viaur
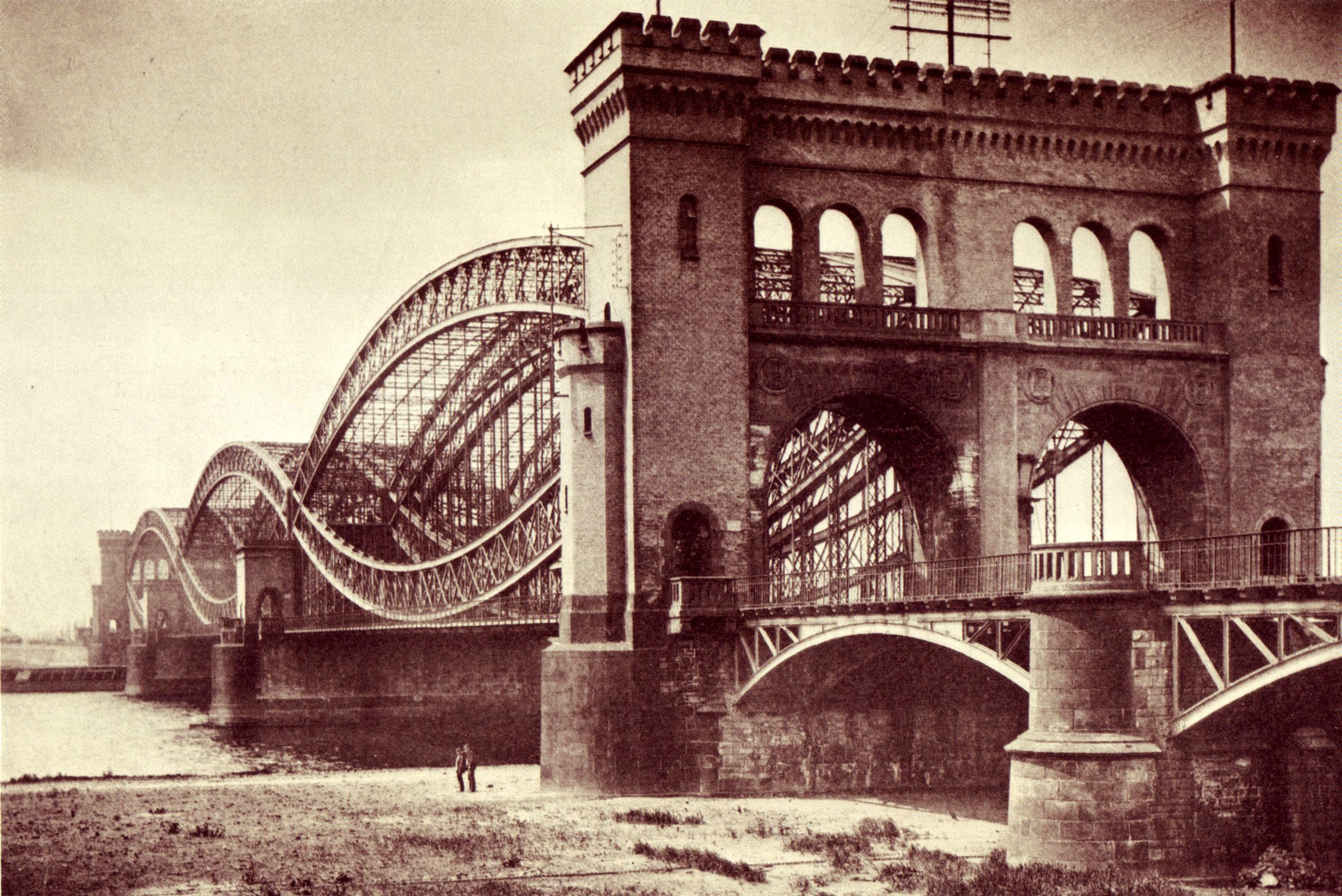
Starý Norderelbebrücke
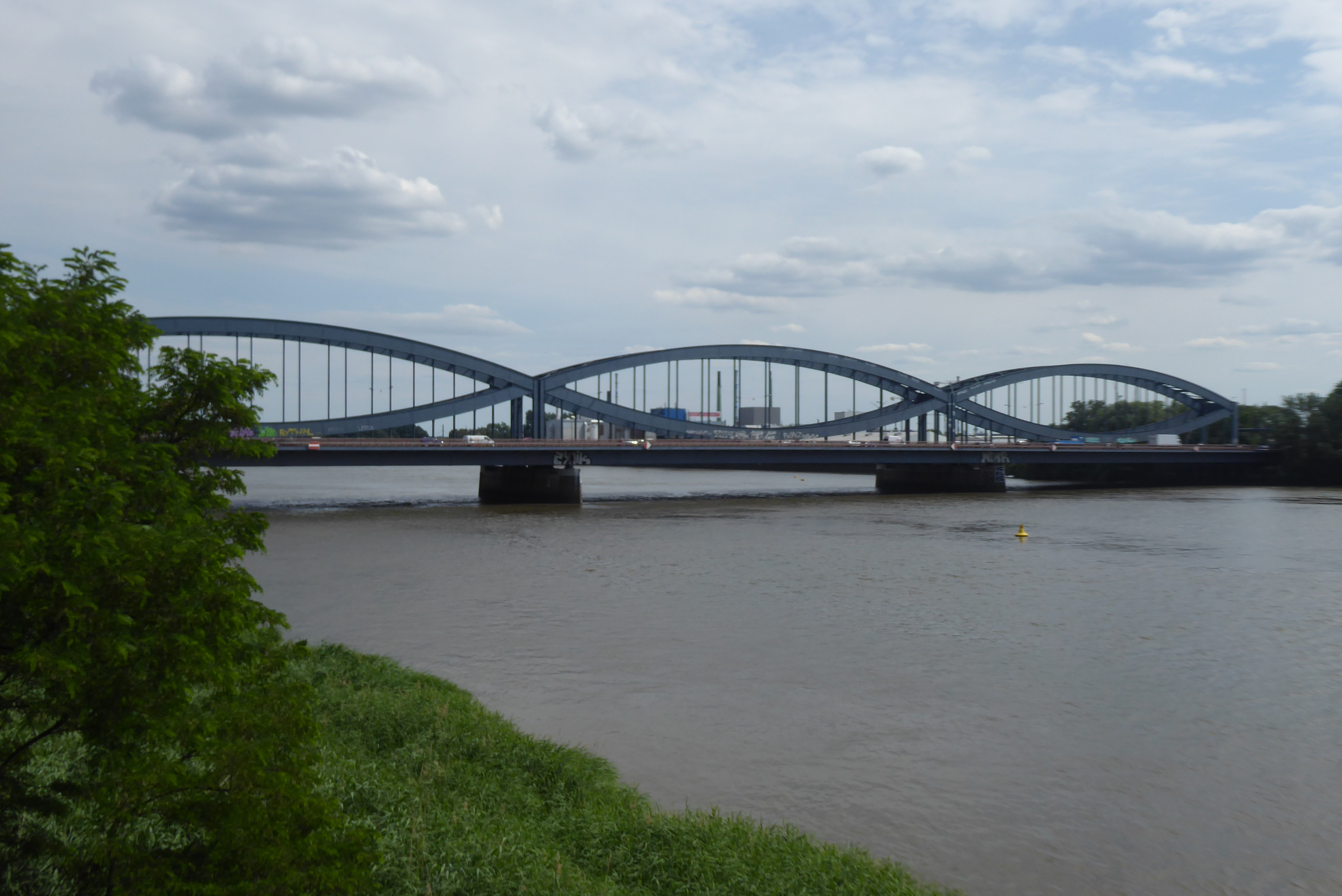
Nový Norderelbebrücke
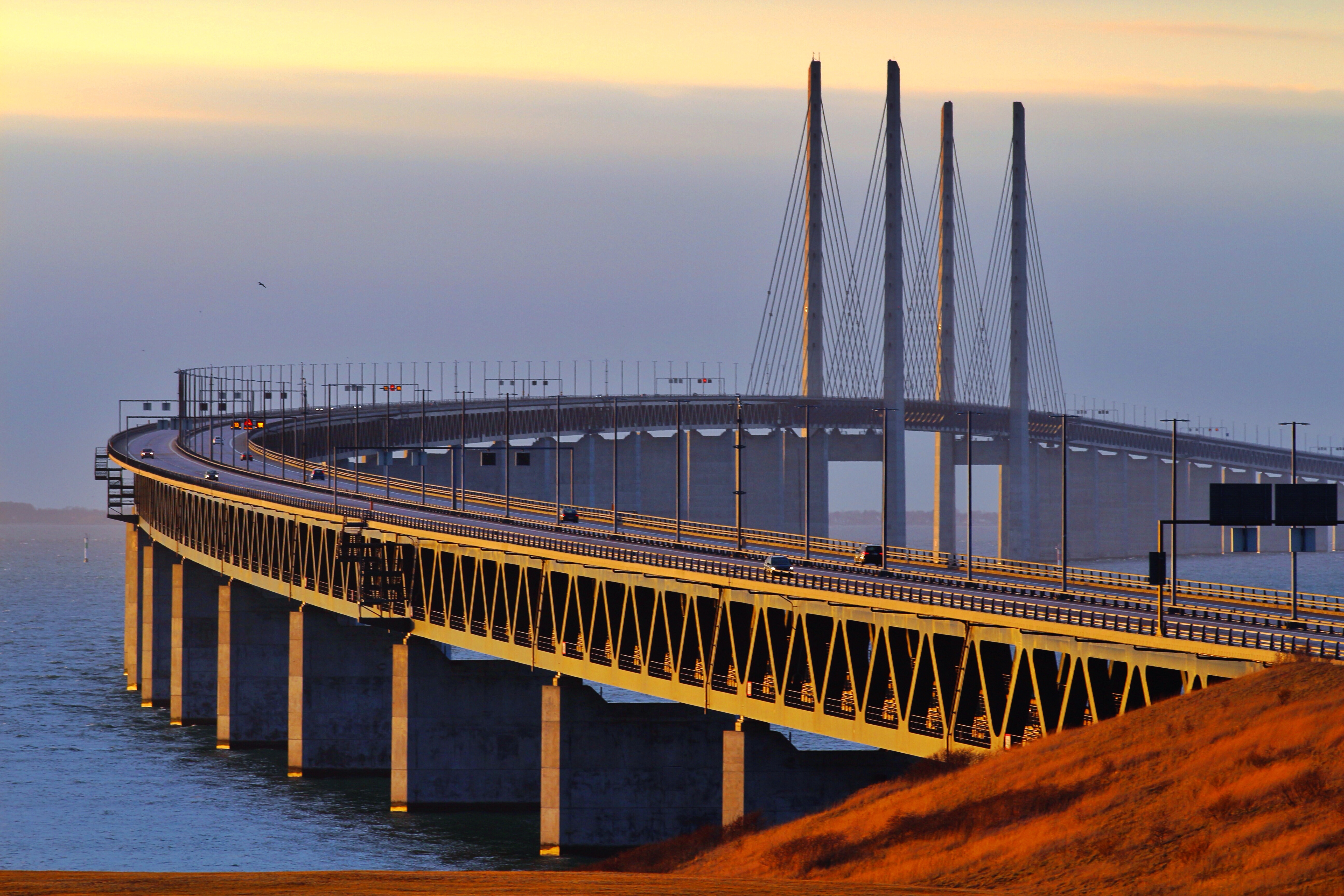
Öresundsbron
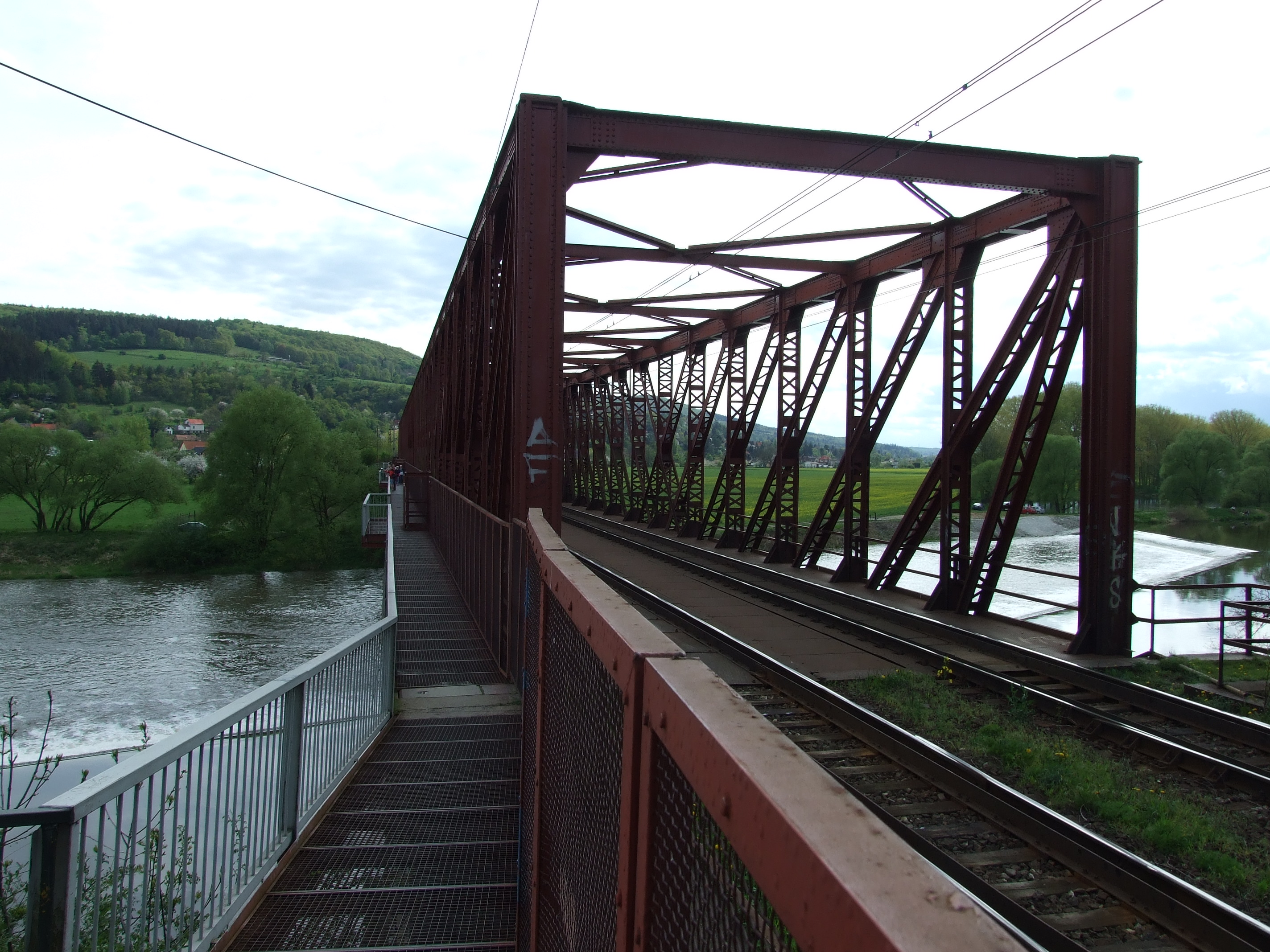
Železniční most –⁠ Mokropsy
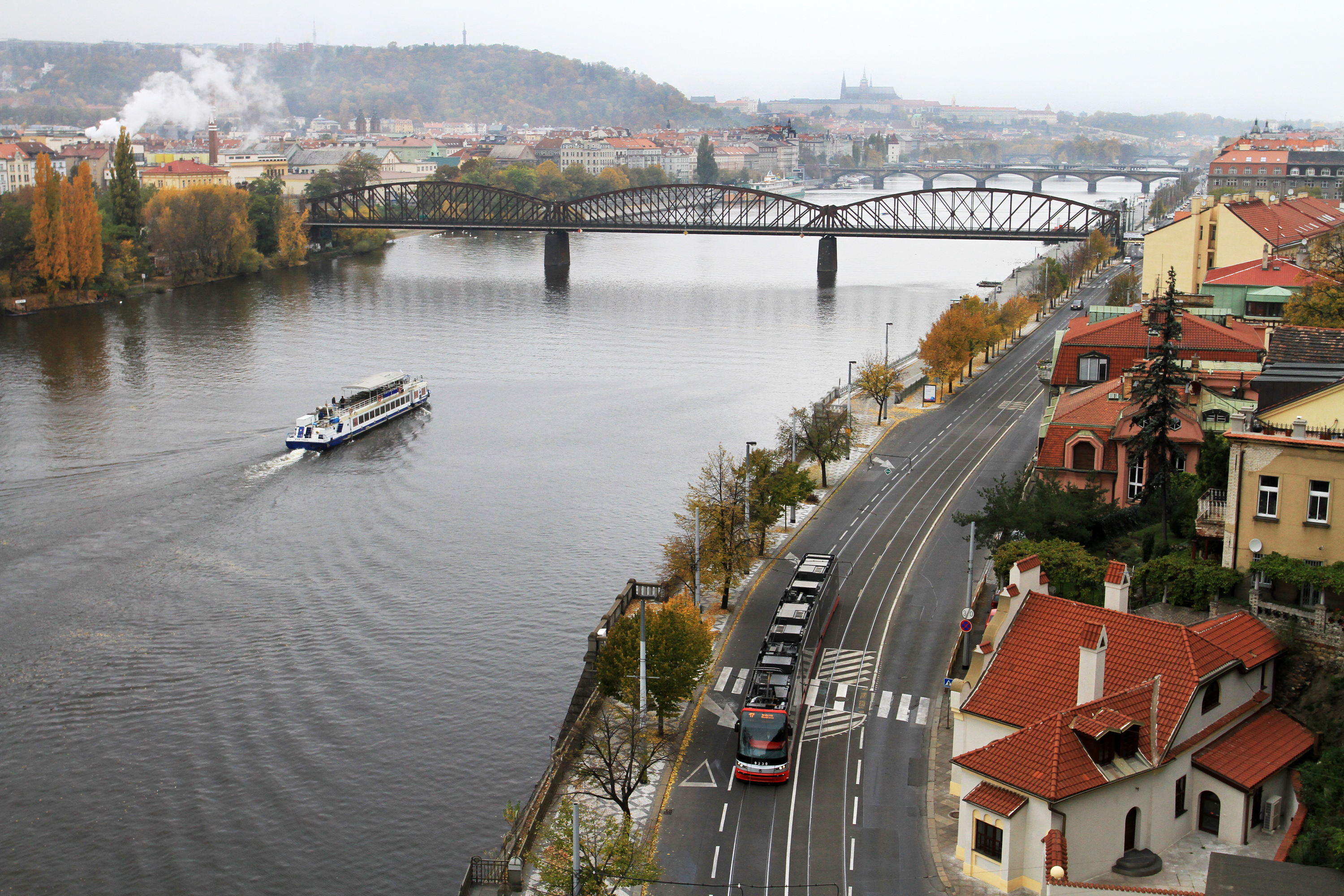
Vyšehradský železniční most